# Городины
Городи́ны (укр. Городині) — село в Торчинской поселковой общине Луцкого района Волынской области Украины.
До 2020 года входило в Рожищенский район.
Код КОАТУУ — 0724581401. Население по переписи 2001 года составляло 296 человек. Почтовый индекс — 45152. Телефонный код — 3368. Занимает площадь 1,16 км².